# Gabdrachman Łatypow
Gabdrachman Chakimowicz Łatypow (ros. Габдрахман Хакимович Латыпов, baszk. Латипов Ғабдрахман Хәким улы; ur. 1917 we wsi Starobaszirowo obecnie w rejonie czekmaguszewskim w Baszkirii, zm. 25 stycznia 1945 na południowy wschód od Wrocławia) – radziecki sierżant, uhonorowany pośmiertnie tytułem Bohatera Związku Radzieckiego (1945).

## Życiorys
Był Tatarem. Miał wykształcenie średnie. Pracował jako inspektor finansowy, w czerwcu 1941 został powołany do Armii Czerwonej, od maja 1943 uczestniczył w wojnie z Niemcami. W 1944 został członkiem partii komunistycznej.
Jako dowódca działonu 32. pułku artylerii w 31. Dywizji Strzeleckiej w ramach 52. Armii i 1 Frontu Ukraińskiego w stopniu sierżanta 25 stycznia 1945 jako jeden z pierwszych żołnierzy sforsował Odrę na południowy wschód od Wrocławia i brał udział w uchwyceniu przyczółka, następnie odpierał kontrataki Niemców, niszcząc trzy karabiny maszynowe i rozbijając niemal całkowicie dwa plutony piechoty przeciwnika. Przy odpieraniu ostatniego niemieckiego kontrataku zginął. Został pochowany we Wrocławiu, odznaczony medalami.
10 kwietnia 1945 pośmiertnie nadano mu tytuł Bohatera Związku Radzieckiego i Order Lenina. W jego rodzinnej wsi otwarto poświęcone mu muzeum.